# Koffiefontein
Koffiefontein è un centro abitato del Sudafrica, situato nella provincia del Free State.